# حسینیه عباس‌خانی
حسینیه عباس‌خانی‌ساری مربوط به دوره قاجار است و در ساری، خیابان انقلاب، محله آب‌انبار نو واقع شده و این اثر در تاریخ ۲۷ آبان ۱۳۸۶ با شمارهٔ ثبت ۲۰۲۸۰ به‌عنوان یکی از آثار ملی ایران به ثبت رسیده است.